# Holorusia albicostigma
Holorusia albicostigma is een tweevleugelige uit de familie van de langpootmuggen (Tipulidae). De soort komt voor in het Oriëntaals gebied.